# Strange Place for Snow
Strange Place for Snow è un album degli E.S.T., pubblicato nel 2002 dalla ACT.

## Brani
1. "The Message" – 	5:16
2. "Serenade For The Renegade" – 	4:30
3. "Strange Place For Snow" – 	6:44
4. "Behind The Yashmak" – 	10:30
5. "Bound For The Beauty Of The South" – 	5:10
6. "Years Of Yearning" – 	5:44
7. "When God Created The Coffeebreak" – 	6:38
8. "Spunky Sprawl" – 	6:29
9. "Carcrash" – 	18:01

- In realtà Carcrash dura 5:05. Seguono 3 minuti di silenzio (5:05 - 8:05), dopodiché inizia una ghost track senza titolo (8:05 - 18:01).

## Formazione
- Esbjörn Svensson - pianoforte
- Dan Berglund - contrabbasso
- Magnus Öström - batteria